# Oxyopes castaneus
Oxyopes castaneus är en spindelart som beskrevs av Lawrence 1927. Oxyopes castaneus ingår i släktet Oxyopes och familjen lospindlar.
Artens utbredningsområde är Namibia. Inga underarter finns listade i Catalogue of Life.